# Uthleben
Uthleben is een plaats en voormalige gemeente in de Duitse deelstaat Thüringen. Sinds 2010 maakt Uthleben deel uit van de landgemeente Heringen/Helme in het Landkreis Nordhausen.

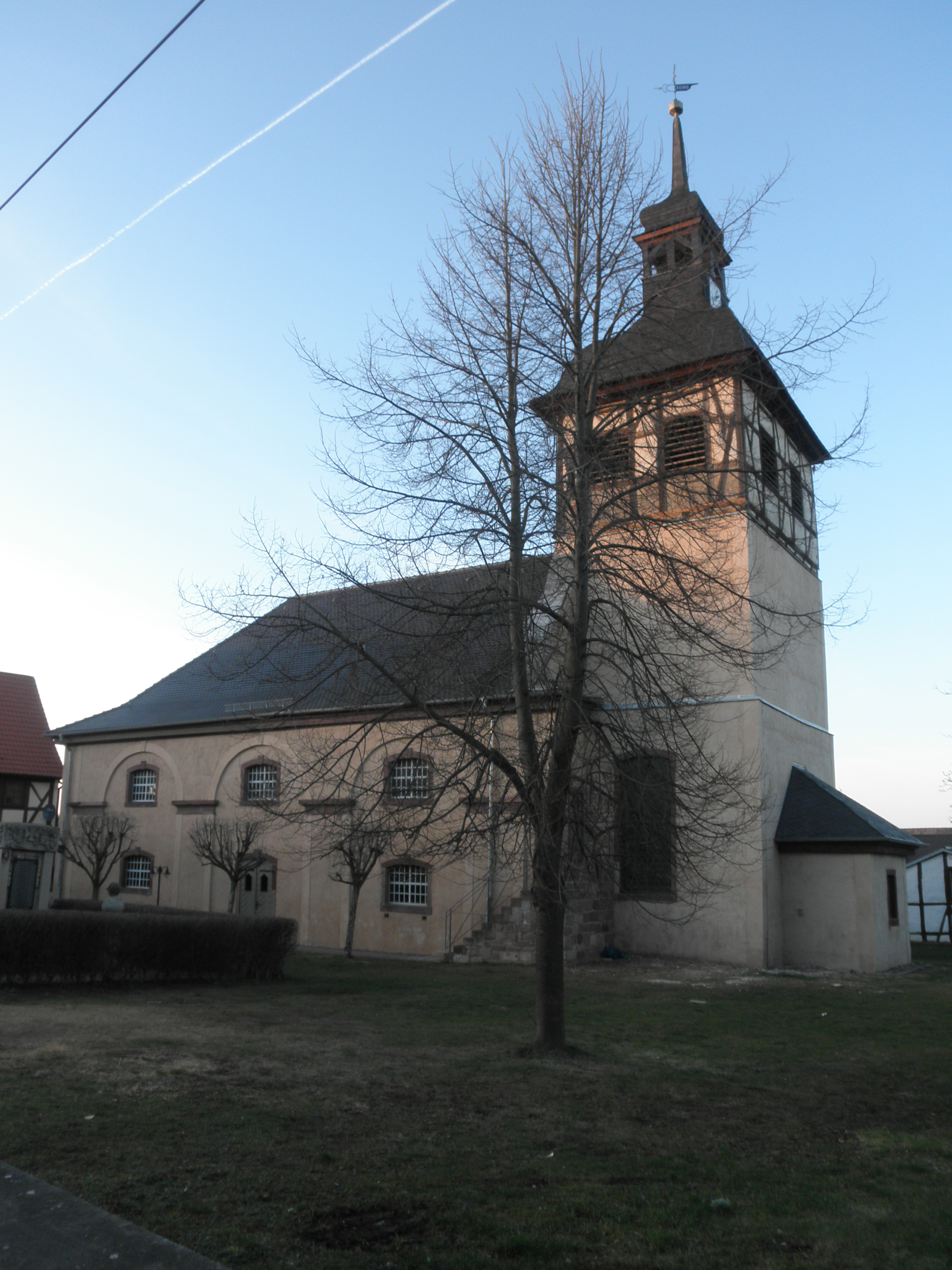
Dorpskerk